# تپه باغ نجف خان ۱
تپه باغ نجف خان ۱ در شهرستان مانه و سملقان، بخش سملقان، دهستان آلمه، ۳۰۰ متری جنوب غربی روستای درکش واقع شده و این اثر در تاریخ ۱۸ شهریور ۱۳۸۷ با شمارهٔ ثبت ۲۳۱۹۴ به‌عنوان یکی از آثار ملی ایران به ثبت رسیده است.